# Tophill

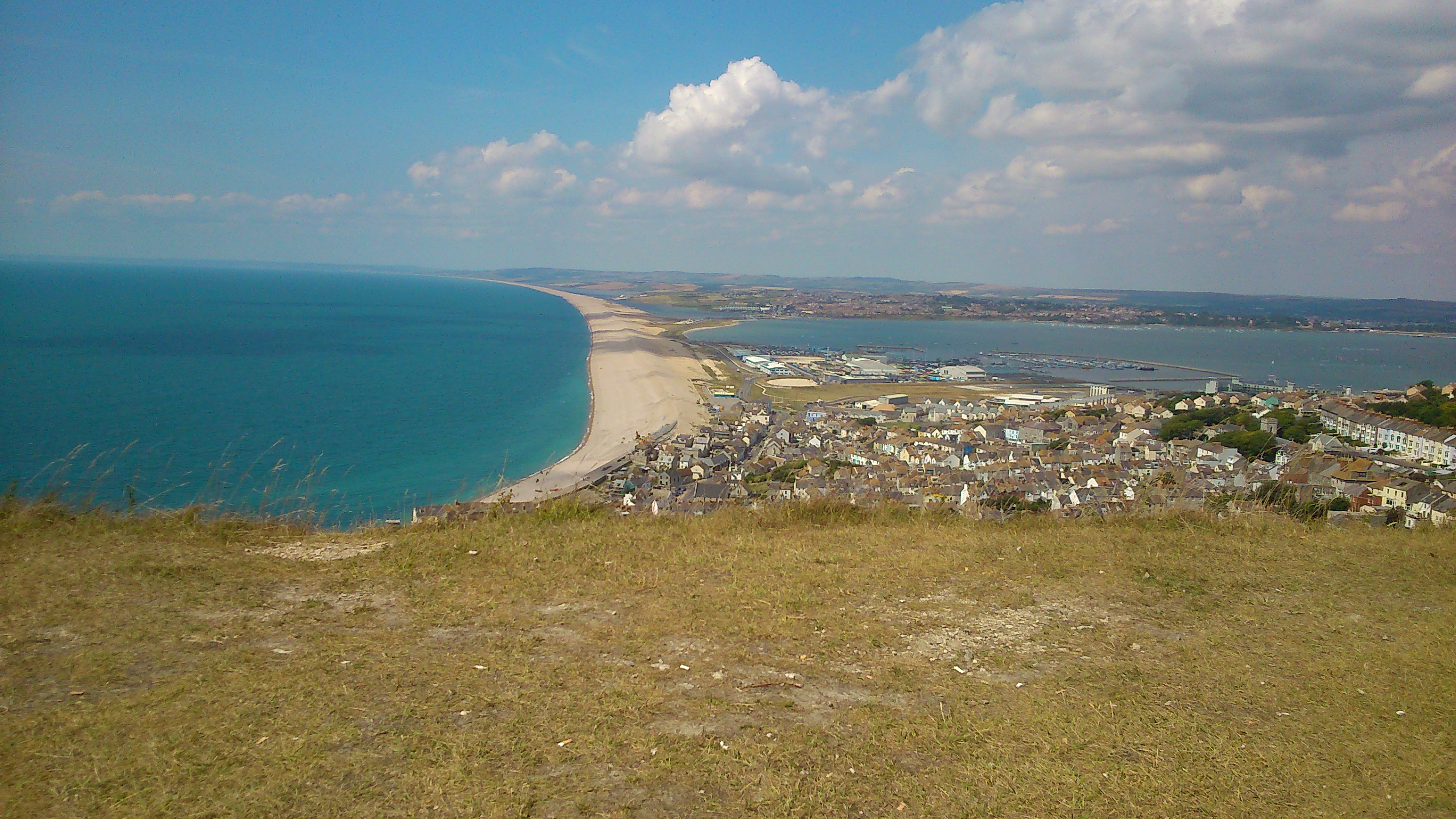
Vista de Chesil Beach desde New Ground, Portland, Dorset.

Tophill es un área suavemente inclinada de la isla de Pórtland en Dorset, Inglaterra. Su punto más bajo es Portland Bill, al nivel del mar, y el más alto se encuentra cerca de la prisión The Verne en su extremo norte. En Tophill, se hallan los pueblos de Easton, Weston, Southwell, The Grove y Wakeham. La zona norte de la isla está ocupada por otra área llamada Underhill.
- Datos: Q7824843